# 达赫维希
达赫维希（德語：Dachwig）是德国图林根州的市镇，隶属于哥达县。总面积为12.73平方千米，截至2023年12月31日总人口为1,619人。